# Viktoriina země

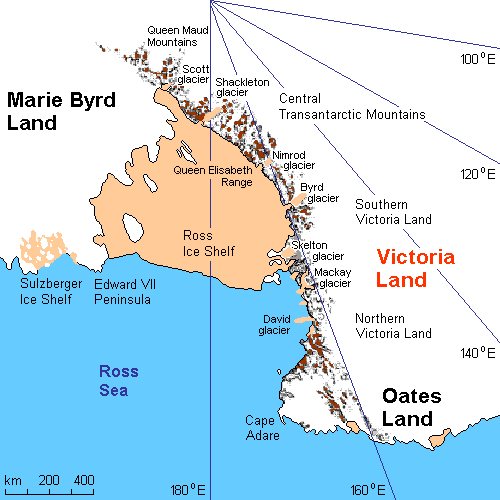
Hrubá mapka Viktoriiny země (anglicky)

Viktoriina země je oblast v Antarktidě, kterou objevil v lednu 1841 James Clark Ross a která je pojmenována po britské královně Viktorii.

## Popis oblasti
Na východě hraničí s Rossovým šelfovým ledovcem a Rossovým mořem a na severozápadě s Oatesovou zemí a Wilkesovou zemí.
Do oblasti Viktoriiny země spadá mimo jiné část Transantarktického pohoří a Suchá údolí McMurdo. Území je součástí novozélandského sektoru, viz Rossova dependence.
V této oblasti se nachází pohoří Admiralty s nejvyšší horou Mount Minto (4165 m n. m.), kterou v roce 1841 objevil James Clark Ross.

## Zajímavosti
Pro druhou Scottovu antarktickou výpravu podniknutou v letech 1910 až 1912 byly vydány dvě novozélandské poštovní známky s přetiskem VIKTORIA LAND. Používaly se do 18. ledna 1913.